# Capodanno Cinque
Capodanno 5 è stato uno spin-off prima del contenitore Buona Domenica e poi del rotocalco Pomeriggio Cinque in onda in prima serata su Canale 5 il 31 dicembre 2006 e dal 31 dicembre 2010 al 31 dicembre 2012 in occasione del Capodanno.

## Storia
La prima edizione di Capodanno Cinque, spin-off di Buona Domenica, andò in onda in occasione del Capodanno 2006-2007 (cioè per "aspettando il 2007") dal Palavela di Torino. Precisamente questo veglione fu chiamato Capodanno Cinque - Dancing on Ice e fu condotto da Roberta Capua, ex co-conduttrice di Buona Domenica nelle ultime edizioni guidate da Maurizio Costanzo. L'evento fu registrato il 28 dicembre 2006.
Le successive edizioni di Capodanno Cinque furono uno spin-off di Pomeriggio Cinque, e furono trasmesse in controprogrammazione con L'anno che verrà della Rai, in onda dal 31 dicembre al 1º gennaio ogni 31 dicembre in occasione dell'annuale festività del Capodanno. La trasmissione di Canale 5, a differenza del concorrente della Rai, veniva registrata circa 2 settimane prima del 31 dicembre.
La serata, in onda dallo studio 10 del Centro di produzione Mediaset di Cologno Monzese (lo stesso di Pomeriggio Cinque), era condotta da Barbara D'Urso e si svolgeva con VIP, cantanti, comici e altri personaggi del mondo dello spettacolo dalle ore 21:10 circa del 31 dicembre dell'anno corrente alle ore 01:10 circa del 1º gennaio del nuovo anno: i componenti del cast di Capodanno Cinque sono i medesimi presenti anche in Pomeriggio Cinque.
Il format di questo secondo ciclo (2010-2013) di Capodanno Cinque, con orchestra e corpo di ballo, era simile a quello di Questo Capodanno, spin-off di Questa Domenica andato in onda per il Capodanno del 2009.
I buoni ascolti ottenuti dalla seconda edizione (31 dicembre 2010-1º gennaio 2011) di Capodanno Cinque permisero la realizzazione di una terza edizione (31 dicembre 2011-1º gennaio 2012) che però andò male nell'auditel, mentre la quarta edizione (31 dicembre 2012-1º gennaio 2013) invece risalì ai livelli della seconda edizione: nonostante ciò, la quinta edizione (2013-2014) fu definitivamente cancellata (dopo alcune incertezze) a causa dei costi eccessivi e venne sostituita da un concerto live (e quindi in diretta) dal titolo Capodanno in Musica condotto prima da Serena Autieri e Alvin e dal 2017 da Federica Panicucci, dalle 20:50 del 31 dicembre alle 2:00 circa del 1º gennaio.

## Edizioni
| Edizione | Messa in onda    | Messa in onda   | Rete     | Conduzione     | Ascolti        | Ascolti |
| Edizione | Inizio           | Fine            | Rete     | Conduzione     | Telespettatori | Share   |
| -------- | ---------------- | --------------- | -------- | -------------- | -------------- | ------- |
| 1ª       | 31 dicembre 2006 | 1º gennaio 2007 | Canale 5 | Roberta Capua  | 2 403 000      | 15,46%  |
| 2ª       | 31 dicembre 2010 | 1º gennaio 2011 | Canale 5 | Barbara D'Urso | 2 597 000      | 16,46%  |
| 3ª       | 31 dicembre 2011 | 1º gennaio 2012 | Canale 5 | Barbara D'Urso | 1 769 000      | 10,77%  |
| 4ª       | 31 dicembre 2012 | 1º gennaio 2013 | Canale 5 | Barbara D'Urso | 2 714 000      | 16,13%  |

### Ospiti
Prima edizione (2006-2007)
Evgeny Pluschenko, Andrea Bocelli, Tatiana Totmianina, Maksim Marinin, Barbara Fusar Poli, Maurizio Margaglio, Carolina Kostner
Seconda edizione (2010-2011)
Raf, Neri per Caso, Cristian Marchi e i componenti del cast dei musical di successo della stagione televisiva e teatrale 2010/2011, ovvero: Mamma mia!, Flashdance, Tutto questo... danzando, Jesus Christ Superstar e Il libro della giungla.
Opinionisti: Veronica Ciardi, Patrick Ray Pugliese, Serena Garitta, Marco Ceriani, Elenoire Casalegno, Luca Tassinari, Melita Toniolo, Micol Ronchi, Sarah Nile, Cristina Del Basso, Nora Amile, Francesca Fioretti, Laura Drzewicka, Francesca De André, Susanna Petrone, Angela Tuccia, Roberta Morise, Sara Facciolini, Jennipher Rodriguez, Cecilia Capriotti, Leopoldo Mastelloni, Valeria Marini, Angela Melillo, Pamela Petrarolo, Daniele Interrante, Ada Alberti, Platinette, Brando Giorgi, Paolo Corazzon, Guendalina Canessa, Rosaria Cannavò, Anna Gigli Molinari, Vanessa Villafane, Roberta Beta, Cecilia Rodríguez, Lorenzo Battistello, Ludovica Martini, Katia Pedrotti, Omar Monti, George Leonard e Carmela Gualtieri più le ballerine e i comici di Colorado.
Terza edizione (2011-2012)
Los Locos, Paola & Chiara, Little Tony, Edoardo Vianello, Gianluca Grignani, Marcella Bella, il comico Michele Foresta.
Opinionisti: Veronica Ciardi, Serena Garitta, Margherita Zanatta, Marco Ceriani, Francesca De André, Cristina Del Basso, Micol Ronchi, Sarah Nile, Giulia Montanarini, Cristiana Ambrosoli, Francesca Fioretti, Marika Baldini, Laura Drzewicka, Jennipher Rodriguez, Luca Tassinari, Claudia Letizia, Guendalina Tavassi, Roberta Beta, Patrizia Rossetti, Anna Gigli Molinari, Vanessa Villafane, Katia Noventa, Lorenzo Battistello, Ludovica Martini, Cecilia Rodríguez, Rosaria Cannavò, Angela Tuccia, Roberta Morise, Sara Facciolini, Guendalina Canessa, Cristina Buccino, Susanna Petrone, Katia Pedrotti, Omar Monti, Ada Alberti, Claudio Brachino, Mario Giordano, Paolo Liguori, George Leonard e Carmela Gualtieri più le ballerine e i comici di Colorado.
Quarta edizione (2012-2013)
Arianna Cleri, Alessandro Casillo, Ics di X Factor 6, la band dei Ricchi e Poveri, Donatella Rettore, i bambini di Io Canto, Ivana Spagna, Flaminio Maphia, Giuseppe Giofrè, l'orchestra di Mirko Casadei, Cristina D'Avena e Stefano Scarpa.
Opinionisti: Sabrina Ghio, Guendalina Canessa, Enzo Paolo Turchi, Costantino della Gherardesca e suo nipote Barù, Alex Belli, Cecilia Capriotti, Micol Ronchi, Sarah Nile, Carmen Russo, Jerry Calà, Costantino Vitagliano, Antonella Mosetti, Brando Giorgi, Stefano Tacconi, Ludovica Martini, Cecilia Rodríguez, Martina Nadalini, Laura Speranza Tacconi, Ada Alberti, Rosaria Cannavò, Susanna Petrone, Lory Del Santo, Marco Ceriani, Patrizia D'Asburgo Lorena, Serena Garitta, Veronica Ciardi, Michela Persico, Raffaella Modugno, Francesca De André, Federica Ariafina, Leopoldo Mastelloni, Emanuela Tittocchia, Nora Amile, Claudio Brachino, Mario Giordano, Paolo Liguori, George Leonard e Carmela Gualtieri più le ballerine e i comici di Colorado.